# Parlamentarni izbori u Kraljevini Jugoslaviji 1931.
Parlamentarni izbori u Kraljevini Jugoslaviji 1931. su bili prvi izbori za Narodnu Skupštinu u Kraljevini Jugoslaviji. Održani su 8. studenoga 1931. godine.
Ovo nisu bili izbori u pravom smislu riječi jer je bila postavljena samo jedna, vladina zemaljska lista Jugoslavenske radikalne seljačke demokracije na čelu s predsjednikom vlade generalom Petrom Živkovićem.
| Stranke i koalicije                          | Stranke i koalicije                          | Postotak | Zastupničkih mjesta | Nositelj liste |
| -------------------------------------------- | -------------------------------------------- | -------- | ------------------- | -------------- |
| Jugoslavenska radikalna seljačka demokracija | Jugoslavenska radikalna seljačka demokracija | 100%     | 305                 | Petar Živković |
| -                                            | -                                            | -        | -                   | -              |
| Ukupno                                       | Ukupno                                       | 100%     | 305                 |                |

## Uzroci održavanje izbora
Kraljevinu Jugoslaviju je za vrijeme Šestosiječanjske diktature pogodila ozbiljna politička i gospodarska kriza, a strani kapital koji je bio plasiran u zemlji je tražio veća jamstva od onih koje je nudila otvorena kraljeva diktatura. Saveznici Kraljevine Jugoslavije poput Francuske, Čehoslovačke i Ujedinjenog Kraljevstva su u početku podržavali kraljevu diktaturu misleći da će diktatura konsolidirati državu, no nakon kratkog vremena su počeli zazirati od režima koji je uloženi strani kapital trošio bez kontrole parlamenta. To je natjeralo jugoslavenskog kralja Aleksandra I. Karađorđevića na prijekid razdoblja otvorene diktature i donošenje ustava.
Nakon donošenja tzv. Oktroiranog ustava, 3. rujna 1931. godine, stanje se na papiru, a ni u stvarnosti nije mnogo promijenilo. Ustavom je odobren jugoslavenski unitarizam proklamiran za vrijeme diktature o jednom jugoslavenskom narodu s tri plemena. Po članku 13. Ustava zabranjuju se sva udruženja na vjerskoj, plemenskoj ili regionalnoj osnovi, što je vrijedilo i za političke stranke.

## Izborni zakon iz 1931.
Dne 10. rujna 1931. godine je donesen novi Zakon o izboru narodnih poslanika za Narodnu skupštinu (kraće Izborni zakon) na temelju kojega su uskoro provedeni izbori. Izborni zakon je propisao sustav zemaljske liste, što je značilo da svaka prijavljena kandidatska lista je morala imati po jednog kandidata i zamjenika u svakoj izbornoj jedinici u cijeloj državi. Na čelu zemaljske izborne liste je bio njezin nositelj.
Po članku 18. Izbornog zakona kandidaturu svakog nositelja izborne liste mora potpisati 60 predlagača svake izborne jedinice. Za svakog izbornog kandidata je bilo potrebno najmanje 200 predlagača, što je za 306 izbornih jedinica zahtijevalo 80.000 predlagača. Time se nastojalo onemogućiti postavljanje kandidatura posebnih nacionalnih, regionalnih i manjih političkih stranaka. U skladu s tim zakonom kandidirati su se mogle samo velike i dobro organizirane stranke koje su imale pristalice u svim dijelovima države.
Način glasovanja je bio javan i usmeni, a podjela mandata je vršena tako da zemaljska lista koja je dobila relativnu većinu glasova je dobivala odmah dvije trećine mandata. Zemaljska lista koja je dobila ispod 50.000 glasova nije dobila mandat, već su se ti glasovi pribrajali pobjedničkoj listi. Ostala trećina mandata se dijelila između stranaka koje su postigle iznad 50.000 glasova, ali nisu ostvarile relativnu većinu. Prema odredbi dvotrećinska podjela mandata se vršila po svim banovinama, što je predstavljalo svojevrsnu legalnu izbornu prijevaru.

## Izbori bez oporbe
Kako je izborni zakon donesen dva mjeseca prije izbora, oporbene političke stranke nisu mogle ništa poduzeti da uspiju postaviti zemaljske kandidatske liste po zakonskim propisima. Zbog toga su oporbene političke stranke apstinirale od izbora. Nositelj vladine zemaljske liste, koja je bila ujedno bila jedina postavljena zemaljska lista,  bio je general Petar Živković, tadašnji predsjednik vlade.
Zbog apstinencije oporbe od izbora ti su izbori posprdno nazvani trka s jednim konjem. Osim apstinencije oporbe od izbora, u velikom broju od izbora apstinirali su i glasači (izraz birač u slučaju ovih izbora je potpuno pogrešan, jer je narod izašao na birališta glasati, a ne birati). Po službenim statističkim podatcima na izbore nije izašlo 1,235.000 birača.